# Petroglifă

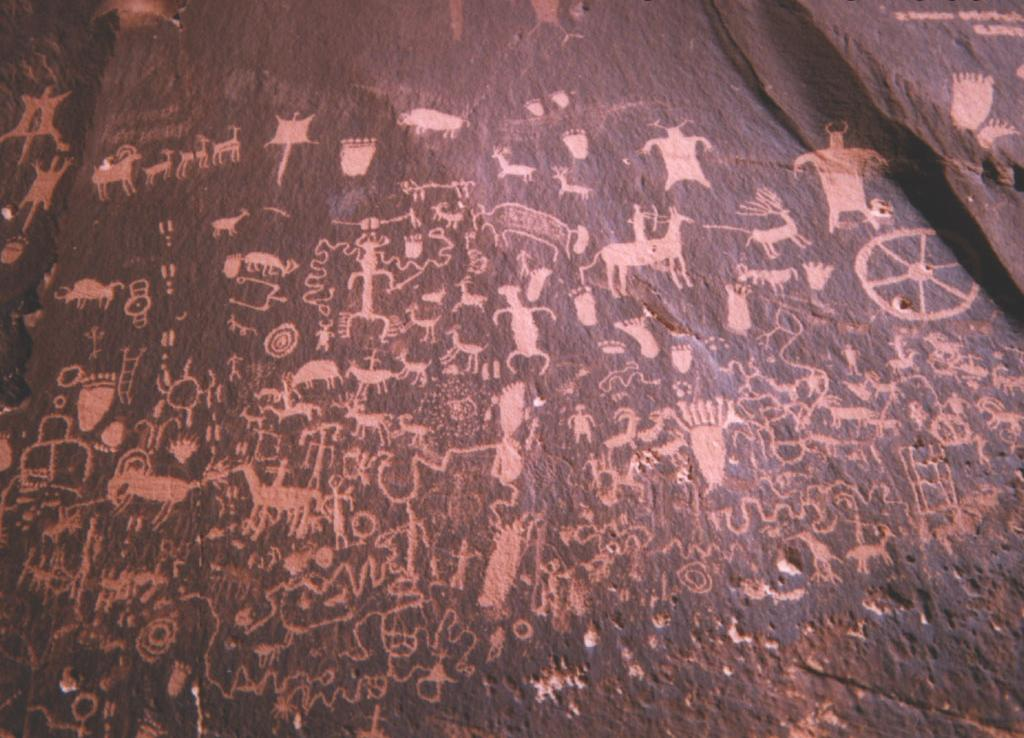
Petroglife în Utah, SUA

Petroglifă sau petroglif (din greacă: petro- (piatră) & glyphein (a ciopli/a sculpta)) este o formă de artă simbolică, primitivă, fiind de obicei un desen incizat pe o rocă, păstrat din perioada preistorică. 